# أنيويسك
أنيويسك هي بلدة تقع في أوكروغ تشوكوتكا الذاتية،روسيا.